# Švábský kraj
Švábský kraj, resp. Švábský říšský kraj (německy Schwäbischer Reichskreis, latinsky Circulus Suevicus), byl jedním z deseti krajů Svaté říše římské. Existoval v l. 1500-1806 a rozkládal se v jihozápadní části dnešního Německa, přibližně v místech nynější (2018) spolkové země Bádensko-Württembersko. Kraj, stejně jako celá tato oblast Svaté říše římské, byl ze všech říšských krajů a ze všech součástí říše politicky nejroztříštěnější a tvořilo jej dohromady zhruba 100 krajských stavů. Konfesijně byl kraj sice smíšený, ale katoličtí stavové měli v kraji po celou dobu jeho trvání jednoznačnou převahu. V polovině 16. století ztratil kraj svá území na teritoriu Švýcarského spříseženství. Kraj obecně platil za stoupence císařské politiky v říši a patřil spolu s Franckým krajem k nejdisciplinovanějším v placení říšské berně a v odvodu rekrutů do říšské armády. Krajský sněm se scházel v Ulmu, pouze r. 1522 se sešel v Esslingenu.

## Členové kraje
Krajské stavy se dělily do pěti kurií (lavic): duchovních a světských knížat, prelátů, hrabat a pánů a říšských měst.

### Lavice duchovních knížat
- Augšpurské biskupství
- Kostnické biskupství
- Churské biskupství
- Kemptenské opatství
- Ellwangenské proboštství
- Sanktgallenské opatství

### Lavice světských knížat
- Vévodství Württemberg a Teck
- Markrabství Bádensko-Baden
- Markrabství Bádensko-Durlach
- Markrabství Bádensko-Hachberg
- Okněžněné hrabství Hohenzollernsko-Hechingen (od r. 1623)
- Hrabství Hohenzollernsko-Sigmaringen (od r. 1623)
- Konvent Lindau
- Konvent Buchau
- Thengenské okněžněné hrabství (od r. 1665)
- Fürstenberské okněžněné hrabství (od r. 1671)
- Hrabství Oettingen (od r. 1674)
- Klettgavské okněžněné lankrabství (od r. 1698)
- Lichtenštejnské knížectví (od r. 1719)

### Lavice prelátů
- Salemské (Salmannsweilerské) opatství
- Weingartenské opatství
- Ochsenhausenské okněžněné opatství
- Elchingenské opatství
- Opatství Irsee
- Ursberská kanonie
- Opatství Kaisheim (Kaisersheim)
- Roggenburská kanonie
- Kanonie Rot an der Rot
- Kanonie Weißenau
- Schussenriedská kanonie
- Marchtalská kanonie
- Petershausenské opatství
- Wettenhausenské proboštství
- Zwiefaltenské opatství
- Opatství Gengenbach
- Neresheimské opatství
- Klášter Heggbach
- Klášter Guttenzell
- Klášter Rottenmünster
- Klášter Baindt
- Klášter Söflingen
- Svatojiřské opatství v Isny
- Reichenavské opatství
- Svatoblažejské opatství (St. Blasien, od r. 1662)
- Svatopetrské opatství ve Schwarzwaldu
- Opatství Schuttern
- Opatství Königsbronn
- Opatství Maulbronn
- Opatství Všech svatých (Allerheiligen) v Schaffhausenu
- Opatství Disentis
- Einsiedelnské opatství
- Kreuzlingenská kanonie
- Opatství Pfäffers
- Svatojanské opatství v Toggenburgu
- Svatojiřské opatství ve Steinu am Rhein

### Lavice hrabat a pánů
- Bailiva "Alsasko a Burgundsko" Německých rytířů
- Stühlingenské lankrabství
- Lankrabství Baar
- Hrabství Wiesensteig
- Hausenské panství
- Panství Mößkirch
- Hrabství Tettnang a  Argen
- Hrabství Oettingen
- Hrabství Friedberg-Scheer
- Hrabství Königsegg a panství Aulendorf
- Hrabství Rothenfels a panství Staufen
- Hrabství Zeil a Trauchburg, panství Wurzach a Marstetten
- Hrabství Wolfegg a panství Waldsee
- Panství Mindelheim a Schwabegg
- Panství Gundelfingen
- Ebersteinské hrabství
- Panství Nordendorf a Glött (od r. 1563)
- Panství Kirchheim a Mickhausen (od r. 1563)
- Panství Babenhausen a Boos (od r. 1563)
- Hrabství Kirchberg a panství Weißenhorn (od r. 1563)
- Hrabství Hohenems s říšskou kurií Lustenau
- Panství Justingen
- Hrabství Bonndorf (od r. 1662)
- Panství Eglofs (od r. 1662)
- Hrabství Thannhausen (od r. 1677)
- Hrabství Hohengeroldsegg
- Panství Eglingen (od r. 1555)
- Okněžněné hrabství Dettensee (1698 - 1734)
- Hrabství Sickingen (od r. 1792)
- Hrabství Hohenzollernsko-Hechingen (do r. 1623, poté okněžněno a v kurii knížat)
- Hrabství Hohenzollernsko-Sigmaringen (do r. 1623, pak v kurii knížat)
- Thengenské hrabství (do r. 1522, znovu od r. 1665 v kurii knížat)
- Klettgavské lankrabství (do r. 1698, poté okněžněno a v kurii knížat)
- Hrabství Oettingen (do r. 1674, poté v kurii knížat)
- Hrabata Löwenstein-Wertheim (personalisté)
- Falckrabí z Tübingenu (personalisté, do r. 1630)
- Hrabata z Brandisu (personalisté, do r. 1512)
- Svobodní páni ze Staufenu (personalisté, do r. 1602)
- Svobodní páni z Hewenu (personalisté, do r. 1570)
- Svobodní páni Paumgartnerové (personalisté, do r. 1726)

### Lavice říšských měst
- Augšpurk
- Ulm
- Esslingen
- Reutlingen
- Nördlingen
- Hall
- Überlingen
- Rottweil
- Heilbronn
- Gmünd
- Memmingen
- Lindau
- Dinkelsbühl
- Biberach
- Ravensburg
- Kempten
- Kaufbeuren
- Weil
- Wangen
- Isny
- Leutkirch
- Wimpfen
- Giengen
- Pfullendorf
- Buchhorn
- Aalen
- Bopfingen
- Buchau
- Offenburg
- Gengenbach
- Zell am Harmersbach
- Kostnice
- Donauwörth
- Schaffhausen
- St. Gallen